# Молоко з кров'ю
«Молоко з кров'ю» — друга книга української письменниці Люко Дашвар, що видана у 2008 році видавництвом Книжковий клуб «Клуб сімейного дозвілля».

## Нагороди
- Переможець конкурсу «Книга року БіБіСі 2008»[1][2].
- Премія «Коронація слова 2008».

## Анотація
Яке то щастя — зустріти свою половинку і покохати! Коли душа сягає неба, коли розумієш: ось твоя доля…
Першій красуні на селі Марусі-румунці до пари став Льошка — розумний, красивий, успішний, — то й жити б їм як королям. І яке їй діло до сусіда, хирлявого рудого Стьопки-німця в поламаних окулярах? От тільки чомусь щоночі йде він до бузкового куща біля Марусиної хати, і щоночі вона відчинає вікно…
Дочка українського олігарха Олексія Ординського Руслана, 17-річна розумниця і красуня, яка ось вже 10 років не бачила батьківщину, тому що мешкала з батьками у Англії. Та раптом у неї спалахнули патріотичні почуття. Вона сказала, що хоче повернутися на рідну землю, щоб зробити для неї щось корисне. Їй було важко пояснити батькам, чому вона на це зважилася, але все ж таки вона досягає свого, і батьки відправляють її до Києва з чотирма охоронцями і грошима на покупку рідної землі. Їй пропонується земля, яка перетворилася на котеджне селище «нових українців». Але Руслана хоче землі, «оспіваної легендами»…

## Цитати із книги
- —Чуєш, Марусько… — замовк, повітря у груди набрав. — А нащо я тобі вночі, якщо при дні…

—Що ти, німцю, плутаєш грішне з праведним. День… Він для роботи. І на небі, як хмар нема, тільки сонце. А вночі кожну дівчину своя зірка-любов зігріває.
—Нащо ж любов по ночах ховати? Любов — то ж краса.
Гірко глянула.
—Для людей, Стьопо, краса — то кров з молоком. А ми з тобою — молоко з кров'ю. Те саме, а люди очі заплюють. Розумієш?
- — А чого це ти не спиш, Марусю? Онде ніч надворі. Ще не награлася з молодим своїм чи вже ухайдохала його до ручки? — чи то прохрипів, чи то простогнав.

- Тетянка зойкнула, долонькою рота затулила.

—Марусю! Невже своє намисто віддала?! Маруся брову серпом вигнула.
—Чого це?! Я свого ще нікому не віддавала! — У місті купили! — Льошка пояснює, а Стьопці очі червоним залило: «Що ж ти твориш, Марусько!»
- Льошка до вікна підскочив. — Зараз як гукну на все село! Хай знають, що у нас… —рукою на щось тверде на підвіконні наткнувся. — О! Цукерка… — їй простягає. — Марусю! Цукерку хочеш?

Око недобре примружила. — Викинь! Об'їлася солодкого. Мабуть, час і гірке скуштувати. — Хвилину подумала. — І вікно зачини. Буде ще усяка мошкара у вікна лізти!
Німець бачив, як Марусин чоловік викинув у темряву цукерку, як зачинив вікно і загасив у кімнаті світло. — А воно й на краще, — пробурмотів, виліз з бузкового куща і поплентався до жінки. — Минеться… Минеться усе.
- Махнув рукою, мовляв, та нічого, якось справлюся. Усміхнувся їй. — Марусю… Я оце хотів їх Маріями назвати: щоби, виходить, біляву Марійкою звали, а чорняву — Марусею.

Розсміялася, голову йому на плече поклала. — Ні, Стьопо, долю не обманеш. Не буде для тебе у світі інших Марусь. Одна я. Єдина… — задумалася. —Назви їх Надія і Любов.
- І якось Льошка не втримався. — Маю аргументи, Марусю, що ти мені вже використаною дісталася… — сказав і сам вразився, як паскудно звучало те «використана». І ще більше розлютився.

—Якою?! — Маруся червоними плямами вкрилася. — Ану повтори. — Та був у тебе хтось до мене, — крикнув. — Чого дивишся?! Давай уже! Признавайся!
Маруся пропекла Льошку чорними очима, стисла губи і повернулася до дзеркала. Дивиться на себе, намисто червоне коралове пальцями гладить, і Льошка по очах її читає — зараз! Зараз Маруся з думками збереться… Зараз! Не змовчить, відповість.
Льошка чекав чого завгодно — і що впаде перед ним на коліна і благатиме, щоби простив, і що, навпаки, розмахнеться і спробує дати йому дзвінкого ляпаса, та він її руку перехопить і все одно вимагатиме правди. Та Маруся вкотре роздивилася своє відображення і сказала через плече, навіть не обернувшись до чоловіка:
—Пішов геть з моєї хати!
—Що?! — не повірив Льошка.
Маруся поправила намисто на грудях і пішла до дверей.
—Як з сільпо повернуся, щоби і духу твого тут не було! — Ах ти ж… — підскочив, за руку Марусю вхопив. —Кажи! Кажи правду, бо зничтожу!
—Треба було під хрестом на правду заприсягатися, а не у сільраді підписи ставити! — вирвалася. — Ти мені на те дурне вінчання розмови не переводь! Я тебе за інше питаю!
—А за інше я перед Богом відповідатиму, а не перед тобою! — двері відчинила і пішла.
- Маруся ніби спокою в серце налила. Про вінчання — ні слова, про страшні пророцтва баби Чудихи, здається, забула: тепер як півгодини Юрка не бачить, то не біжить його шукати. Суконь собі гарних нашила, не в'яне. Дві біди лишилися: у нову хату так і не схотіла повернутись та намиста того коралового не знімає. Сказав якось… — Не чіпай мого, Льошо, — відрізала.

- Наступного ранку у закритому стаціонарі обласної психіатричної лікарні, де КДБшники розміщували і своїх «пацієнтів», від яскравого променя раннього зимового сонця німець на мить прийшов до тями, примружив очі і сказав: — Скінчився мій день.

Тієї ж миті на березі ставка кам'яна від горя Маруся глянула на сонце, затулила очі долонею і впала на сніг. «Скінчився мій день», — заплакала в душі маленька беззахисна дівчинка з червоним намистом на шиї.
- «І що нам той день? — дивилася на Стьопку здалеку, гортала сумні думки. — Хіба можна було довірити кохання дню? Людські погляди розірвали б його на шматки лише за один такий день. І згадки б не лишилося. Ні… Любов — не для чужих очей. Любов — то таємниця. Незбагненна примха безрозсудного серця. Квітка папороті. Палкі обійми під сонцем не змусять ту квітку розпуститися вночі. Тільки — дві зорі, що раптом перестануть світити холодним блакитним вогнем, запалають теплим світлом любові і впадуть у своє кохання, як у темний, безлюдний ліс, де на них уже чекає квітка папороті. І що його бідкатися про загублене життя? Любов — краща за життя. І щоби це зрозуміти, треба прожити ціле життя».

- — Гріх… Не потрапиш у рай… — Рай — то день, а мені ніч випала, — відповів уже з останніх сил.

## Виноски
1. ↑  Архівована копія. Архів оригіналу за 6 лютого 2009. Процитовано 26 квітня 2010.{{cite web}}:  Обслуговування CS1: Сторінки з текстом «archived copy» як значення параметру title (посилання)
2. ↑  http://www.facebook.com/pages/Молоко-з-кровю/182978918407862